# Rhizophlyctis ingoldii
Rhizophlyctis ingoldii är en svampart som beskrevs av Sparrow 1957. Rhizophlyctis ingoldii ingår i släktet Rhizophlyctis och familjen Spizellomycetaceae.   Inga underarter finns listade i Catalogue of Life.